# Punkaruaivita
La punkaruaivita és un mineral de la classe dels silicats. Fou anomenada així per una de les tres localitats tipus que se li atribueixen: la muntanya Malyi Punkaruaiv de l'Oblast de Murmansk, Rússia. El mineral es troba relacionat amb la l'eliseevita, la kukisvumita i la lintisita, de la qual és l'anàleg però amb absència de sodi.

## Característiques
La punkaruaivita és un silicat de fórmula química LiTi₂(HSi₄O₁₂)(OH)₂·H₂O. Cristal·litza en el sistema monoclínic. La seva duresa a l'escala de Mohs és 4,5. Generalment es troba en forma de cristalls prismàtic ben definits; aplanats en (100) i allargats en [001] tot formant agregats radials.
Segons la classificació de Nickel-Strunz, la punkaruaivita pertany a «09.DB - Inosilicats amb 2 cadenes senzilles periòdiques, Si₂O₆; minerals relacionats amb el piroxens» juntament amb els següents minerals: balifolita, carfolita, ferrocarfolita, magnesiocarfolita, potassiccarfolita, vanadiocarfolita, lorenzenita, lintisita, kukisvumita, eliseevita, manganokukisvumita, vinogradovita, paravinogradovita, nchwaningita, plancheïta, shattuckita, aerinita i capranicaïta.

## Formació i jaciments
El mineral presenta tres localitats tipus properes entre sí, fet que vol dir que per a determinar l'espècie mineral foren emprats espècimens procedents de diferents localitats. Aquestes localitats són: el mont Eveslogchorr (massís de Khibini), el mont Alluaiv i el mont Malyi Punkaruaiv (districte de Lovozerski); tots tres situats a l'Oblast de Murmansk.
En aquestes localitats -únics indrets on s'ha trobat el mineral-, els espèciments foren trobats en vetes de ussinguita, egirina i microclina en sienites nefelíniques. La punkaruaivita es forma com a mineral hidrotermal d'última fase per alteració de titanosilicats primerencs (al mont Punkaruaiv) i en foialites de natrolita i microclina (al mont Eveslogchorr); és considerat un mineral rar. S'associa a belovita-(Ce), chlakovita, ferronordita-(Ce), gmelenita-Ca, manganoneptunita, manganonordita-(Ce), esfalerita, ussinguita (al mont Punkaruaiv) i a belovita-(La), chivruaiïta, kuzmenkoïta-Mn, monazita-(La), murmanita, natrolita (al mont Eveslogschorr).
Els exemplars que van servir per a determinar l'espècie, el que es coneix com a material tipus, es troben conservat al museu de mineralogia de la Universitat Estatal de Sant Petersburg; al museu de mineralogia i geologia de l'Institut Geològic de Kola i al Centre de Ciències de l'Acadèmia Russa de la Ciència.